# اینگلبرت هامپردینک
آرنولد جورج دورسی MBE (زاده ۲ مه ۱۹۳۶ در مدرس، هندوستان) خواننده نامی پاپ از دهه ۱۹۵۰ تاکنون می‌باشد. وی در لستر، انگلستان بزرگ شد و با نام اینگلبرت هامپردینک (همنام آهنگساز اپرای آلمانی، انگلبرت هومپردینک) شناخته می‌شود.
او در مسابقه آواز یوروویژن ۲۰۱۲ نماینده بریتانیا بود.

## زندگی‌نامه
آرنولد جورج دورسی و خانواده او که شامل نه برادر و خواهر بودند، زندگی خود را در هند می‌گذراندند، تا موقعی که خانواده او در سال ۱۹۴۷ به انگلیس بازگشتند. پدر او در ارتش انگلیس بود و مادرش ویالن درس می‌داد.
هنگامی که آنان در لستر بودند آرنولد شروع به یادگیری ساکسیفون کرد در حالی که فقط یازده سال سن داشت.
در دهه ۱۹۷۰ هامپردینک کاخ صورتی را از ستاره سینما یعنی جین منزفیلد خرید. آنجا خانه‌ای چهل خوابه به سبک مدیترانه‌ای و مالک آن رودی ولی بود، اینگلبرت آن را چهار میلیون دلار به سازندگان فروخت و آنجا در نوامبر سال ۲۰۰۲ تخریب شد. هم‌اکنون اینگلبرت در یک خانه ییلاقی در روستای کوچکی بین لستر و مارکت هاروبرو زندگی می‌کند.

## ترانه‌های مشهور
- "Am I That Easy to Forget?"
- "Release Me"
- "The Last Waltz"
- "Misty Blue"
- "After the Lovin'"
- "Quando Quando'"
- "Lesbian Seagull'"
- "Spanish Eyes"
- 'How Do I Stop Loving you'

## ۵۰ ترانه موفق در آمریکا
- "Release Me (And Let Me Love Again)" - #4, 1967
- "There Goes My Everything" - #20, 1967
- "The Last Waltz" - #25, 1967
- "Am I That Easy To Forget" - #18, 1968 (#1 Adult Contemporary hit for 1 week)
- "A Man Without Love (Quando M'Innamoro)" - #19, 1968
- "Les Bicyclettes De Belsize" - #31, 1968
- "The Way It Used To Be" - #42, 1969
- "I'm A Better Man" - #38, 1969
- "Winter World Of Love" - #16, 1970
- "My Marie" - #43, 1970
- "Sweetheart" - #47, 1970
- "When There's No You" - #45, 1971 (#1 Adult Contemporary hit for 1 week)
- "Another Time, Another Place" - #43, 1971
- "After The Lovin'" - #8, 1977 (#1 Adult Contemporary hit for 2 weeks) <Certified GOLD>